# Record montserratiani di atletica leggera
I record montserratiani di atletica leggera rappresentano le migliori prestazioni di atletica leggera stabilite dagli atleti di nazionalità montserratiana e ratificate dalla Montserrat Amateur Athletic Association.

## Outdoor

### Maschili
| Evento                 | Record | Atleta                                   | Data              | Manifestazione                                      | Luogo                                | Note  |
| ---------------------- | --- | ---------------------------------------- | ----------------- | --------------------------------------------------- | ------------------------------------ | ----- |
| 100 m                  | 10.26 | Stephen Lewis                            | 23 maggio 1992    |                                                     | Boise, Stati Uniti                   |       |
| 200 m                  | 20.84 | Stephen Lewis                            | 25 aprile 1992    |                                                     | Eugene, Stati Uniti                  |       |
| 400 m                  | 49.25 | Henry Sweeney                            | 8 aprile 1995     |                                                     | San Diego, Stati Uniti               |       |
| 800 m                  | 1:53.76 | Henry Sweeney                            | 6 maggio 1995     |                                                     | Long Beach, Stati Uniti              |       |
| 1500 m                 | 4:21.1 | Cardinal Maynard                         | 9 luglio 1977     |                                                     | Road Town, Isole Vergini britanniche |       |
| 3000 m                 | |                                          |                   |                                                     |                                      |       |
| 5000 m                 | 17:16.34 | Herman Lewis                             | 4 maggio 1991     |                                                     | Castries, Saint Lucia                |       |
| 10000 m                | |                                          |                   |                                                     |                                      |       |
| Maratona               | |                                          |                   |                                                     |                                      |       |
| 110 m ostacoli         | 16.14 | Gavin Lee                                | 30 maggio 2000    | Bergen County Meet of Champs                        | Hackensack, Stati Uniti              | [ 1 ] |
| 400 m ostacoli         | 1:05.44 | Gavin Gerald                             | 25 marzo 2006     | Richard Stockton College of New Jersey Invitational | Pomona, Stati Uniti                  | [ 2 ] |
| 3000 m siepi           | |                                          |                   |                                                     |                                      |       |
| Salto in alto          | 2.03 m | Gavin Lee                                | 17 aprile 2002    |                                                     |                                      |       |
| Salto con l'asta       | 3.58 m | Lloyd Maloney                            | 14 settembre 1959 |                                                     | Uxbridge, Regno Unito                |       |
| Salto in lungo         | 7.21 m | Oswald Phillip                           | 11 aprile 1992    |                                                     | San Juan, Porto Rico                 |       |
| Salto triplo           | 14.69 m | Oswald Phillip                           | 24 luglio 1982    |                                                     | Plymouth, Montserrat                 |       |
| Getto del peso         | 13.51 m | Bruce Farara                             | 2 giugno 1974     |                                                     | Basseterre, Saint Kitts e Nevis      |       |
| Lancio del disco       | 34.24 m | Eugene Skerritt                          | 24 luglio 1982    |                                                     | Plymouth, Montserrat                 |       |
| Lancio del martello    | |                                          |                   |                                                     |                                      |       |
| Lancio del giavellotto | |                                          |                   |                                                     |                                      |       |
| Decathlon              | 6216 pts (ht) | Oswald Phillip                           | 20–21 aprile 1990 |                                                     | San Juan, Porto Rico                 |       |
| Decathlon              | (100 m), (salto in lungo), (getto del peso), (salto in alto), (400 m) / (110 m ostacoli), (disco), (salto con l'asta), (giavellotto), (1500 m) |                                          |                   |                                                     |                                      |       |
| Marcia 20 km (strada)  | |                                          |                   |                                                     |                                      |       |
| Marcia 50 km (strada)  | |                                          |                   |                                                     |                                      |       |
| Staffetta 4×100 metri  | 43.31 | P. Queeley M. Green A. James F. Robinson | 4 maggio 1991     |                                                     | Castries, Saint Lucia                |       |
| Staffetta 4×400 metri  | 3:52.2 | Montserrat (bandiera)                    | 24 luglio 1982    |                                                     | Plymouth, Montserrat                 |       |

### Femminili
| Evento                                                                                                  | Record  | Atleta                | Data           | Manifestazione | Luogo                                | Note |
| --- | ------- | --------------------- | -------------- | -------------- | ------------------------------------ | ---- |
| 100 m                                                                                                   | 13.17   | Tenecia Pollard       | 28 maggio 2005 |                | Saint John's, Montserrat             |      |
| 200 m                                                                                                   | 27.87   | Tenecia Pollard       | 29 maggio 2005 |                | Saint John's, Montserrat             |      |
| 400 m                                                                                                   | 1:08.96 | Janet Turner          | 22 maggio 2011 |                | The Valley, Anguilla                 |      |
| 400 m                                                                                                   | 57.7 #  | Lyn Ryan              | 17 maggio 1970 |                | Leamington Spa, Regno Unito          |      |
| 800 m                                                                                                   | 2:31.5  | Estelle Furlonge      | 5 luglio 1992  |                | Road Town, Isole Vergini britanniche |      |
| 1500 m                                                                                                  | 5:48.3  | Magdalena O’Brien     | 9 luglio 1977  |                | Road Town, Isole Vergini britanniche |      |
| 3000 m                                                                                                  | 11:31.8 | Judith Allen          | 8 maggio 1988  |                | Saint John's, Montserrat             |      |
| 5000 m                                                                                                  |         |                       |                |                |                                      |      |
| 10000 m                                                                                                 |         |                       |                |                |                                      |      |
| Maratona                                                                                                |         |                       |                |                |                                      |      |
| 100 m ostacoli                                                                                          | 18.6    | Lynette Lee           | 25 aprile 1970 |                | Enfield, Regno Unito                 |      |
| 400 m ostacoli                                                                                          |         |                       |                |                |                                      |      |
| 3000 m siepi                                                                                            |         |                       |                |                |                                      |      |
| Salto in alto                                                                                           | 1.57 m  | Lynette Lee           | 23 maggio 1971 |                | Londra, Regno Unito                  |      |
| Salto con l'asta                                                                                        |         |                       |                |                |                                      |      |
| Salto in lungo                                                                                          | 5.62 m  | Lynette Lee           | 23 maggio 1971 |                | Londra, Regno Unito                  |      |
| Salto triplo                                                                                            |         |                       |                |                |                                      |      |
| Getto del peso                                                                                          | 11.52 m | Jenita Shields        | 24 luglio 1982 |                | Plymouth, Montserrat                 |      |
| Lancio del disco                                                                                        | 26.95 m | Ericca Fredericks     | marzo 1999     |                | Road Town, Isole Vergini britanniche |      |
| Lancio del martello                                                                                     |         |                       |                |                |                                      |      |
| Lancio del giavellotto                                                                                  |         |                       |                |                |                                      |      |
| Eptathlon                                                                                               |         |                       |                |                |                                      |      |
| (100 m ostacoli), (salto in alto), (getto del peso), (200 m) / (salto in lungo), (giavellotto), (800 m) |         |                       |                |                |                                      |      |
| Marcia 20 km (strada)                                                                                   |         |                       |                |                |                                      |      |
| Staffetta 4×100 metri                                                                                   | 51.9    | Montserrat (bandiera) | 24 maggio 1987 |                | Saint George's, Grenada              |      |
| Staffetta 4×400 metri                                                                                   |         |                       |                |                |                                      |      |

## Indoor

### Maschili
| Evento | Record | Atleta         | Data          | Manifestazione             | Luogo              | Note |
| --- | ------ | -------------- | ------------- | -------------------------- | ------------------ | ---- |
| 60 m | 6.91   | Stephen Lewis  | 12 marzo 1993 | Campionati mondiali indoor | Toronto, Canada    |      |
| 200 m | 24.32  | Kwame Galloway | 5 marzo 1999  | Campionati mondiali indoor | Maebashi, Giappone |      |
| 400 m |        |                |               |                            |                    |      |
| 800 m |        |                |               |                            |                    |      |
| 1500 m |        |                |               |                            |                    |      |
| 3000 m |        |                |               |                            |                    |      |
| 60 m ostacoli                                                                                               |        |                |               |                            |                    |      |
| Salto in alto                                                                                               |        |                |               |                            |                    |      |
| Salto con l'asta                                                                                            |        |                |               |                            |                    |      |
| Salto in lungo                                                                                              |        |                |               |                            |                    |      |
| Salto triplo                                                                                                |        |                |               |                            |                    |      |
| Getto del peso                                                                                              |        |                |               |                            |                    |      |
| Eptathlon                                                                                                   |        |                |               |                            |                    |      |
| (60 m), (salto in lungo), (getto del peso), (salto in alto) / (60 m ostacoli), (salto con l'asta), (1000 m) |        |                |               |                            |                    |      |
| Marcia 5000 m                                                                                               |        |                |               |                            |                    |      |
| Staffetta 4×400 metri                                                                                       |        |                |               |                            |                    |      |

### Femminili
| Evento                                                                        | Record  | Atleta       | Data            | Manifestazione | Luogo             | Note |
| ----------------------------------------------------------------------------- | ------- | ------------ | --------------- | -------------- | ----------------- | ---- |
| 60 m                                                                          |         |              |                 |                |                   |      |
| 200 m                                                                         |         |              |                 |                |                   |      |
| 400 m                                                                         |         |              |                 |                |                   |      |
| 800 m                                                                         | 2:37.29 | Katijetou Ba | 10 gennaio 2009 |                | Eaubonne, Francia |      |
| 1500 m                                                                        |         |              |                 |                |                   |      |
| 3000 m                                                                        |         |              |                 |                |                   |      |
| 60 m ostacoli                                                                 |         |              |                 |                |                   |      |
| Salto in alto                                                                 |         |              |                 |                |                   |      |
| Salto con l'asta                                                              |         |              |                 |                |                   |      |
| Salto in lungo                                                                |         |              |                 |                |                   |      |
| Salto triplo                                                                  |         |              |                 |                |                   |      |
| Getto del peso                                                                |         |              |                 |                |                   |      |
| Pentathlon                                                                    |         |              |                 |                |                   |      |
| (60 m ostacoli), (salto in alto), (getto del peso), (salto in lungo), (800 m) |         |              |                 |                |                   |      |
| Marcia 3000 metri                                                             |         |              |                 |                |                   |      |
| Staffetta 4×400 metri                                                         |         |              |                 |                |                   |      |

ht = hand timing

# = not officially recognised by IAAF